# Humban-nimena III
Humban-nimena III (Menanu dans les chroniques babyloniennes) est un roi d'Élam qui régna de 692 à 689. 
Après la révolte ayant entraîné la chute du court règne de Kutir-nahhunte IV (dix mois), Menanu monte sur le trône .
Son règne de l'Empereur tombe dans une période constante d'Affrontements entre l'Assyrie, Babylone et l'Elam. Dès le début, le souverain rassemble de nombreux alliés contre l'Assyrie : des Ellipi, des Parsua, des hommes d'Anshan, de Pasir, de toute la Chaldée et de l'Aram. En 691, il livre une bataille dans la plaine de Halule. De l'issue de la bataille, il y a différentes versions :  les Chroniques Babylonienne font état d'une victoire sur les Assyriens, mais les sources assyriennes rapportent à leur tour une victoire du roi assyrien Sennachérib. Il semble toutefois que les Assyriens aient subi les plus lourdes pertes. 
En janvier de l'an 689, Humban-nimena III eut probablement un accident vasculaire cérébral et ne put plus parler. Il meurt en décembre de la même année et Sennacherib en profita pour attaquer à nouveau Babylone, qu'il prit et détruisit.
Humban-haltash Ier lui succède.  